# Thomasgasse
Die Thomasgasse ist eine Anliegerstraße in der Leipziger Innenstadt. Sie wurde benannt nach der Thomaskirche, zu der sie die kürzeste Verbindung vom Markt aus ist.

## Verlauf
Die nur 80 Meter lange und etwa 15 Meter breite Straße verläuft in Ost-West-Richtung und verbindet die Südwestecke des Marktes mit der Nordostecke des Thomaskirchhofs. An ihrem östlichen Ende mündet die Petersstraße ein. am westlichen die Klostergasse. Die Thomasgasse ist für den Kraftverkehr gesperrt, ausgenommen eine Buslinie und zeitbegrenzt der Lieferverkehr.
Die Nordseite der Straße nimmt in voller Länge die Südfront der Marktgalerie ein. An der Südseite erstreckt sich die Grünanlage der Thomaswiese mit Bäumen (Gefülltblühende Vogelkirsche), Ruhebänken und Wasserspielen. An der Ecke zur Petersstraße steht der Imbiss Curry Cult.

## Geschichte
Die Thomasgasse wurde als Thomasgäßchen erstmals 1443 erwähnt. Ursprünglich war das Thomasgäßchen beidseitig dicht bebaut, drei Gebäude an der Nord- und fünf an der Südseite. Im Jahr 1894 wurden alle Häuser der Nordseite abgerissen und die Straße verbreitert. beim Neuaufbau entstand an der Ecke zum Markt mit einem Ecktürmchen das Bismarckhaus. 1995 wurde das verbreiterte Thomasgäßchen in Thomasgasse umbenannt.
Das südliche Eckhaus zur Petersstraße war das 1873 durch den Modewarenhändler Gustav Steckner errichtete Geschäftshaus mit der zum Thomaskirchhof führenden Stecknerpassage. Das Eckhaus zum Thomaskirchhof hieß nach dem Modewarenhändler Carl Ludwig Ahlemann Ahlemanns Haus. Das auffälligste war das nach der Gasse benannte Thomas-Haus.

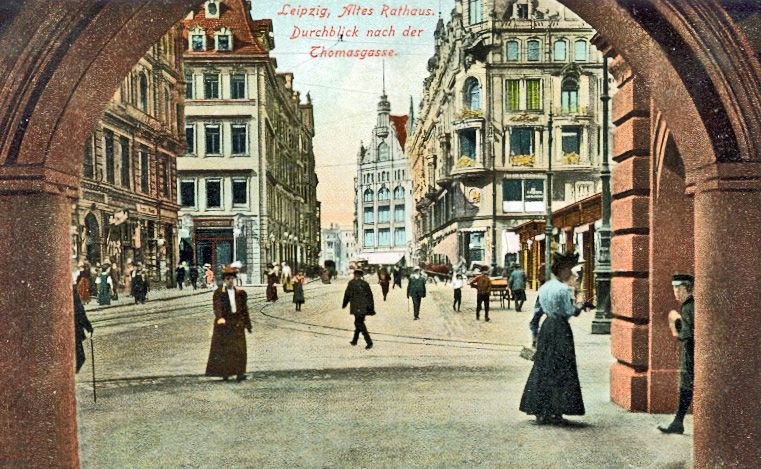
Durchblick vom Alten Rathaus zur Thomasgasse (1909)
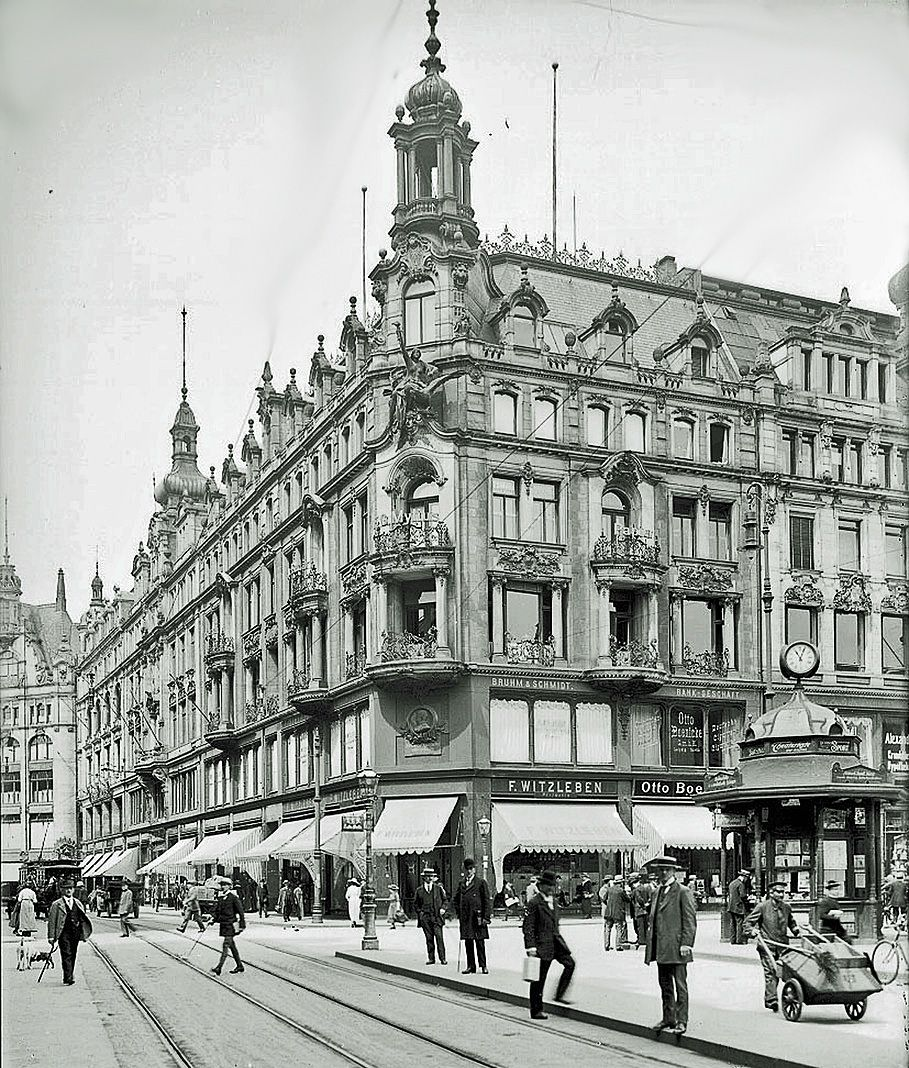
Nordseite der Thomasgasse mit dem Bismarckhaus (um 1920)
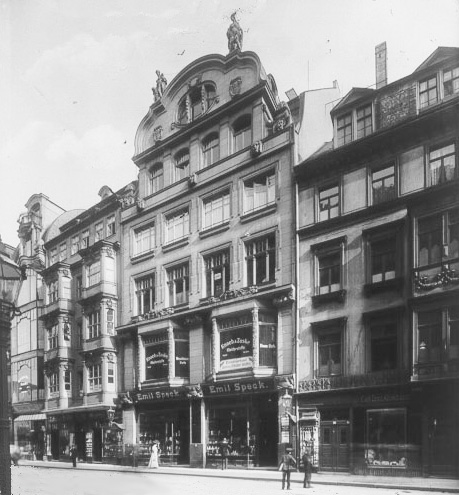
Die Südseite mit dem Thomas-Haus (nach 1908)
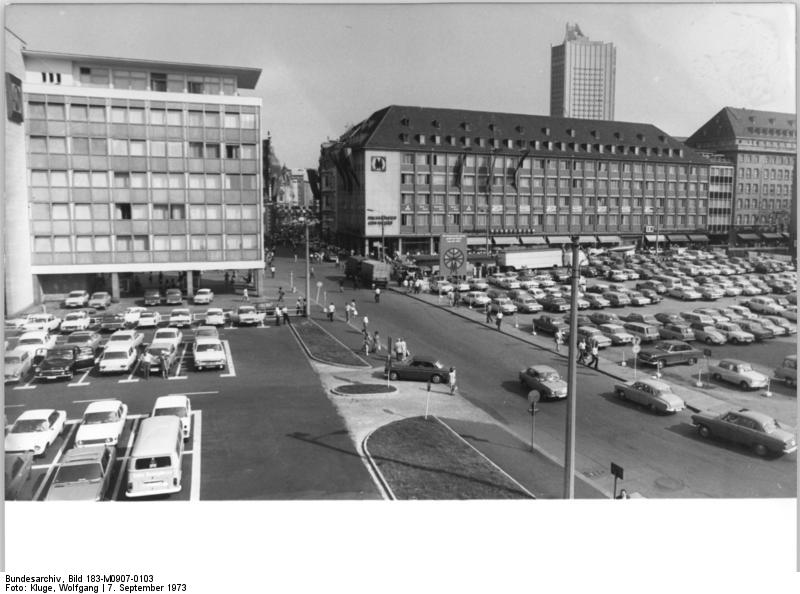
Die unbebaute Thomasgasse (1973)

1896 fuhr die erste Straßenbahn durch die Thomasgasse, 1951 die letzte. Beim Luftangriff auf Leipzig vom 4. Dezember 1943 wurde die Bebauung der Thomasgasse fast völlig zerstört, einzig das Thomas-Haus blieb erhalten. Es wurde allerdings 1962 abgerissen. In der Folgezeit blieb die Thomasgasse unbebaut; lediglich das 1965 entstandene Messeamt am Markt reichte mit dem Giebel an die Straße. Mit der von 2002 bis 2005 errichteten Marktgalerie erhielt die Thomasgasse ihre nördliche Bebauung. Das Areal der Südseite wurde ab 1973 zunächst interimistisch eine Grünfläche und 1997/1998 landschaftsplanerisch zur Grünanlage Thomaswiese gestaltet.